# Caner Cindoruk
Caner Cindoruk (n. 1 ianuarie 1980, Adana, Turcia) este un actor turc de teatru, de film și de televiziune.

## Biografie și carieră
Membrii familiei sale din partea mamei sunt de origine iuruci, un subgrup etnic turc, iar membrii familiei sale din partea tatălui sunt de origine kurdă. Mama sa este Müșerref, iar tatăl său este povestitorul Zafer Doruk, care a primit de două ori premiul Premiul Orhan Kemal. Are doi frați, Münir Can Cindoruk și Taner Cindoruk. Prima dată, sub influența familiei sale, a fost interesat de teatru. Unchiul său, Erdal Cindoruk, este actor de teatru. Copilăria și-a petrecut-o în culisele teatrelor. El a găsit întotdeauna de lucru pe scenă în timpul studiilor sale liceale și superioare și a apărut în mai multe piese de teatru în anii universitari. Este absolvent al Departamentului de Teatru al Conservatorului de Stat al Universității Çukurova. Primul său rol profesionist în lumea teatrului a fost personajul Yusuf în comedia Fehim Pașa Konağı. În 1997, a debutat în Grupul de Teatru Municipal Seyhan din provincia Adana. A lucrat ca actor la Municipalitatea Seyhan și la Teatrul orașului Adana timp de zece ani.
În 2006, s-a mutat la Istanbul cu patru prieteni din copilărie. A debutat în cinematografie în același an cu un rol în filmul Beynelmilel (International, în regia lui Muharrem Gulmez și Sirri Süreyya Önder). Printre colegii săi din distribuție s-a aflat și actorul Özgü Namal. În 2008, Cindoruk a apărut ca Yusuf în filmul Kelebek. În 2007, odată cu rolul său din Kara Güneș, a avut prima experiență în televiziune, iar anul următor a apărut în serialele Geç Gelen Bahar și Yaprak Dökümü (Poveste de familie). Interpretarea sa a personajului Doctor Nazmi în acest serial i-a adus aprecieri din partea criticilor. În vara lui 2009, Cindoruk a fost distribuit într-o adaptare a uneia dintre lucrările lui Orhan Kemal, intitulată Hanımın Çiftliği, în care a jucat alături de actori ca Mehmet Aslantuğ și Özgü Namal.
În 2012, împreună cu Ebru Özkan, a apărut în piesa Pandaların Hikayesi. În același an, a fost distribuit în filmul Gergedan Mevsimi (Fasle Kargadan) al lui Bahman Ghobadi în care a jucat alături de actori ca Yılmaz Erdoğan, Beren Saat și Monica Bellucci. În 2015, a apărut în filmul regizorului irakian Hiner Saleem, Dar Elbise, alături de Tuba Büyüküstün, Hazar Ergüçlü, İnanç Konukçu, Devrim Yakut și Canan Ergüder. Filmul a fost lansat în 2016.
Caner Cindoruk a interpretat personajul lui Tulumbacı Eğrikapılı Ali în muzicalul İstanbulname (Istanbulul vechi), produs de Türker İnanoğlu. A avut premiera la TİM Show Center din Istanbul.  În alte roluri principale au mai interpretat actorii Nükhet Duru, Pelin Akil, Cezmi Baskın și Kayhan Yıldızoğlu.
Rolul lui Cemal din filmul Kor al lui Zeki Demirkubuz, i-a adus lui Caner Cindoruk recenzii pozitive din partea criticilor. A interpretat alături de actori ca Aslıhan Gürbüz și Taner Birsel. În 2016, Cindoruk și Gizem Karaca au fost distribuiți în roluri principale ale seriei İstanbul Sokakları.
În 2017–2019, a interpretat rolul lui Sarp / Alp în cele trei sezoane ale serialului FOX Femeie în înfruntarea destinului.	

## Filmografie
| Film                | Film                             | Film                   | Film |
| An                  | Titlu                            | Rol                    |      |
| ------------------- | -------------------------------- | ---------------------- | ---- |
| 2006                | Beynelmilel                      |                        |      |
| 2008                | Geç Gelen Bahar                  | Ali                    |      |
| 2008                | Kelebek                          | Yusuf                  |      |
| 2012                | Elveda Katya                     | Veli                   |      |
| 2012                | Gergedan Mevsimi                 |                        |      |
| 2012                | Yabancı                          | Ferhat                 |      |
| 2014                | Çalsın Sazlar                    | Mahir                  |      |
| 2016                | Kor                              | Cemal                  |      |
| 2016                | Dar Elbise                       | Apo                    |      |
| 2016                | Ekși Elmalar                     | Samet                  |      |
| 2018                | İçerdekiler                      | Teacher                |      |
| Seriale TV          |                                  |                        |      |
| An                  | Titlu                            | Rol                    |      |
| 2007                | Kara Güneș                       | Alișir                 |      |
| 2008                | Yaprak Dökümü                    | Doctor Nazmi           |      |
| 2009                | Hanımın Çiftliği                 | Kemal                  |      |
| 2011                | Firar                            | Nadir                  |      |
| 2013                | Ateș Altında Așk                 |                        |      |
| 2013                | Aramızda Kalsın                  | Civan                  |      |
| 2016                | İstanbul Sokakları               | Fırat                  |      |
| 2016–2017           | Muhteșem Yüzyıl: Kösem           | Silahtar Mustafa Pasha |      |
| 2017                | Kalk Gidelim                     |                        |      |
| 2017–2019           | Femeie în înfruntarea destinului | Sarp / Alp             |      |
| 2020                | Zemheri                          | Ertan                  |      |
| 2020                | Sadakatsiz                       | Volkan Arslan          |      |
| Teatru (ca actor)   |                                  |                        |      |
| An                  | Titlu                            | Rol                    |      |
| 1998                | Fehim Pașa Konağı                |                        |      |
| 1999                | Kuğular Șarkı Söylemez           |                        |      |
| 2000                | Ada                              |                        |      |
| 2001                | Yalancı Aranıyor                 |                        |      |
| 2002                | Soyut Padișah                    |                        |      |
| 2002                | Kaktüs Kumpanya                  |                        |      |
| 2004                | Yeșil Papağan Limited            |                        |      |
| 2005                | Suçlular Çağı Suçsuzlar Çağı     |                        |      |
| 2006                | Komșu Köyün Delisi               |                        |      |
| 2006                | Hayvan Çiftliği                  |                        |      |
| 2010                | Uçurtmanın Kuyruğu               |                        |      |
| 2011                | Titanik Orkestrası               |                        |      |
| 2012                | Pandaların Hikâyesi              |                        |      |
| 2016                | Köpek, Kadın, Erkek              |                        |      |
| Teatru (ca regizor) |                                  |                        |      |
| An                  | Titlu                            | Rol                    |      |
| 1999                | Kuğular Șarkı Söylemez           |                        |      |
| 2000                | Ada                              |                        |      |
| 2005                | Suçlular Çağı Suçsuzlar Çağı     |                        |      |
| 2006                | Hayvan Çiftliği                  |                        |      |
| Muzicaluri          |                                  |                        |      |
| An                  | Titlu                            | Rol                    |      |
| 2016                | İstanbulname                     |                        |      |